# Correo de la Tarde (La Habana)
Correo de Tarde fue un periódico creado por Pedro Figueredo, Domingo Arozarena y José Quintín Suzarte en La Habana, Cuba, cuyo primer número apareció el 31 de enero de 1857 y que cesó de publicarse en 1858. 

## Historia
Entre el 20 de febrero y el 7 de mayo de 1857 figuró José Quintín Suzarte como director-editor, después no se individualiza ninguna persona a cargo del diario y, desde el 11 de noviembre, retoma a Suzarte como editor-director y agrega a Tristán Medina como director de la sección moral y a José Fornaris y Juan Clemente Zenea en los folletines.
Sus notas editoriales trataban sobre educación, política, ciencias y noticias de Cuba y de España, anunciaba las funciones artísticas de la época y traía también artículos sobre literatura, novelas extranjeras y relatos de costumbres. 
Entre sus colaboradores fijos estuvieron Ramón Vélez, Fernando Valdés Aguirre, Antonio Sellén y Francisco Paula y Gelabert, entre otros. 
Dejó de aparecer en 1858.